# Hostivice (zámek)
Hostivický zámek (místními zpravidla označovaný Zámeček) je barokní zámek na Husově náměstí v centru středočeského města Hostivice. Slouží jako sídlo městského úřadu.

## Historie
Zámek vznikl přestavbou staršího raně barokního zámečku z let 1689–1697. Jednoduchá stavba na obdélníkovém půdorysu byla postavena v letech 1734–1736, pod dozorem stavitelky, Anna Marie Františky velkovévodkyně toskánské, podle projektu dvorního toskánského architekta Václava Špačka, a za řízení políra Jana Jiřího Bauera. Autorem fresek je malíř Karel Josef Moravini, známý zobrazením bitvy na Bílé hoře v hlavním sále zámku.
Stavba pokračovala i po smrti velkovévodkyně. Postupně vznikaly hospodářské budovy, byla přistavěna zámecká kaple. Hostivický zámek patřil na počátku 20. století rakouskému císaři jako součást tachlovického velkostatku a spolu s dalším císařským majetkem byl po roce 1918 zestátněn. Správa Československých státních lesů a statků pro velkostatek sídlila v Jenči. V roce 1949 tak přešel zámek do majetku Československých státních statků. Byl pak využíván k obytným a různým hospodářským účelům. Jednotné zemědělské družstvo Hostivice si v roce 1957 prosadilo převod hostivického dvora včetně zámku do své správy. Horní část kaple sloužila jako sušárna prádla, ve spodní části se nacházela uhelna. Zámek se nakonec dostal do havarijního stavu a v 70. letech 20. století žádal Městský národní výbor o vyřazení zámku ze seznamu nemovitých kulturních památek. Hlavní budovu zámku zachránila rekonstrukce v letech 1977–1983. V roce 1985 byla obnovena zámecká brána, kterou dříve JZD strhlo. Hospodářské budovy se dvorem ale zůstaly nadále v dezolátním stavu a dočkaly se rekonstrukce až po privatizaci po roce 1989.

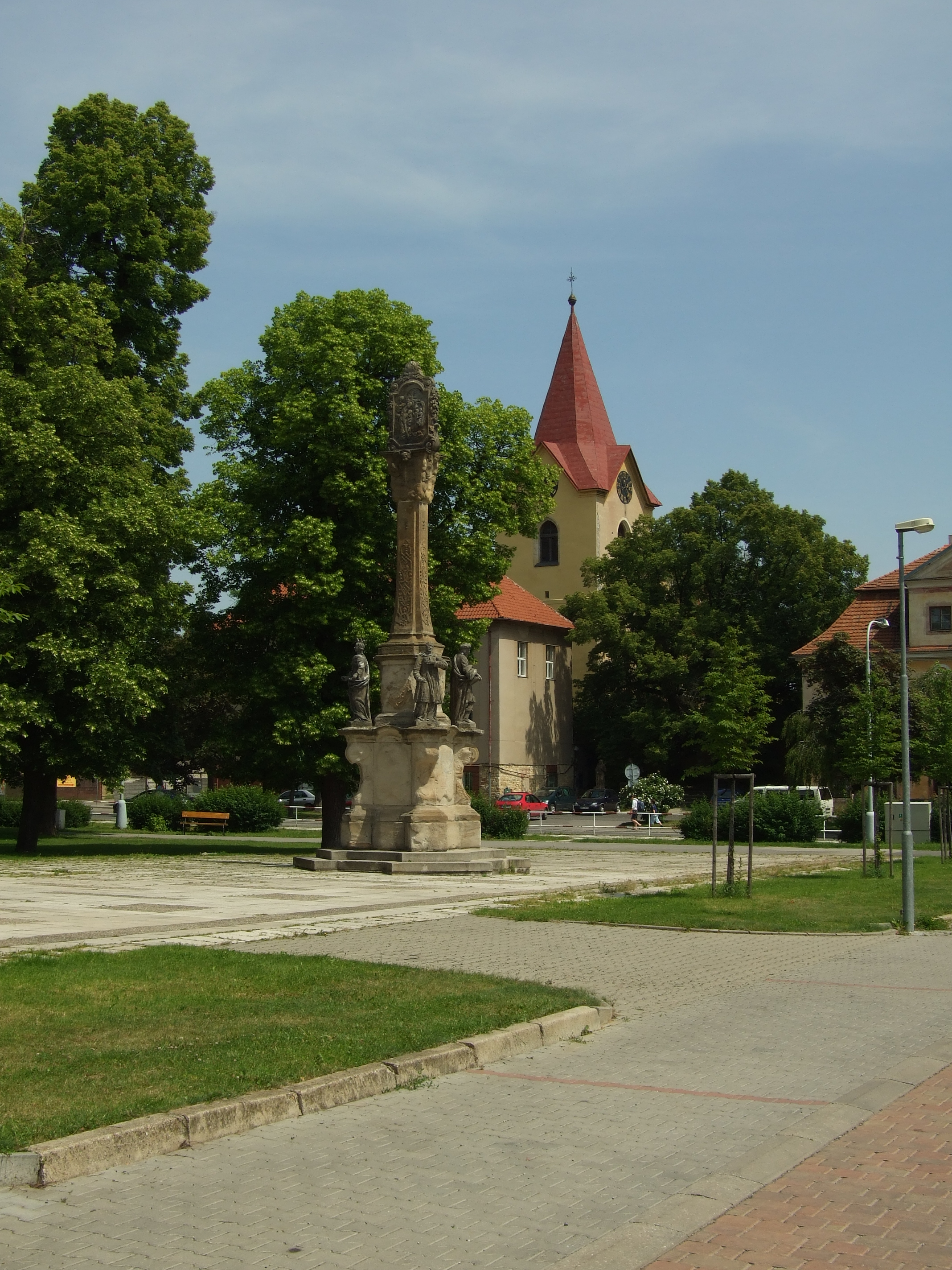
Mariánský sloup na náměstí a v pozadí kostel sv. Jakuba Většího

Od té doby objekt slouží jako sídlo městského národního výboru resp. městského úřadu a konají se v něm různé kulturní akce.
Před zámkem stojí 9 metrů vysoký pískovcový mariánský sloup z roku 1734. Čtyřhranný sloup s mariánským reliéfem obklopují sochy sv. Vavřince, sv. Kateřiny, sv. Floriána a sv. Víta.